# O Dialeto Crioulo de Cabo Verde
O Dialeto Crioulo de Cabo Verde (AO 1945: O Dialecto Crioulo de Cabo Verde) é um livro escrito pelo autor cabo-verdiano Baltasar Lopes da Silva. Foi publicado pela Imprensa Nacional no ano de 1957. O livro descreve a gramática, fonologia e o léxico do crioulo cabo-verdiano, que tornou-se uma das obras de melhores referências para a língua crioula de base lexical portuguesa.